# نزول عيسى (إسلام)
نزول النبي عيسى في الإسلام ثابت بأدلة من القرآن الكريم والسنة النبوية، وقد أجمع علماء الأمة الإسلامية بأن نزول النبي عيسى من علامات الساعة الكبرى، ويجب على كل مسلم ومسلمة الإيمان بذلك، لذا يعتقد المسلمون اعتقاداً لا مِرية فيه بأن عيسى بن مريم لم يُصلب ولم يقتل وأن الله رفعه إليه وسوف يعود آخر الزمان، والإيمان بنزول النبي عيسى من الإيمان باليوم الآخر الذي هو الركن الخامس من أركان الإيمان. فقد ثبت أن النبي عيسى سوف ينزل في آخر الزمان، فيقتل المسيح الدجال، ويكسر الصليب، ويقتل الخنزير، ولا يقبل من أهل الكتاب إلا الإسلام أو السيف، وقد دلت على هذا مجموعة من النصوص الشرعية. قال الله تعالى: ﴿وَإِنَّهُ لَعِلْمٌ لِلسَّاعَةِ فَلَا تَمْتَرُنَّ بِهَا وَاتَّبِعُونِ هَذَا صِرَاطٌ مُسْتَقِيمٌ ۝٦١﴾ قال ابن كثير: «وقوله: ﴿وَإِنَّهُ لَعِلْمٌ لِّلسَّاعَةِ﴾: تقدم تفسير ابن إسحاق: أن المراد من ذلك: ما بعث به النبي عيسى، من إحياء الموتى وإبراء الأكمه والأبرص، وغير ذلك من الأسقام، وفي هذا نظر. وأبعد منه ما حكاه قتادة، عن الحسن البصري وسعيد بن جبير: أن الضمير في ﴿وَإِنَّهُ﴾ عائد على القرآن، بل الصحيح أنه عائد على النبي عيسى، فإن السياق في ذكره، ثم المراد بذلك نزوله قبل يوم القيامة، كما قال : ﴿وَإِن مِّنْ أَهْلِ الْكِتَابِ إِلَّا لَيُؤْمِنَنَّ بِهِ قَبْلَ مَوْتِهِ﴾ أي: قبل موت عيسى عليه الصلاة والسلام، ثم ﴿وَيَوْمَ الْقِيَامَةِ يَكُونُ عَلَيْهِمْ شَهِيدًا﴾، ويؤيد هذا المعنى القراءة الأخرى ﴿وإنه لعَلَم للساعة﴾ أي: أمارة ودليل على وقوع الساعة، قال مجاهد: ﴿وَإِنَّهُ لَعِلْمٌ لِّلسَّاعَةِ﴾ أي: آية للساعة خروج عيسى بن مريم  قبل يوم القيامة. وهكذا روي عن أبي هريرة، وابن عباس، وأبي العالية، وأبي مالك، وعكرمة، والحسن، وقتادة، والضحاك، وغيرهم».
«وقد تواترت الأحاديث عن رسول الله ﷺ، أنه أخبر بنزول عيسى  قبل يوم القيامة إماما عادلا، وحَكَما مقسطا» انتهى من «تفسير ابن كثير» (7 / 236).

## الأدلة على نزوله عندالمسلمين[2]
تقدم أن النبي عيسى رفعه الله إليه لما جاءه اليهود ليقتلوه، ودلت الأدلة الشرعية أنه سوف ينزل في آخر الزمان، ونزوله من علامات الساعة الكبرى.
والأدلة على نزوله في آخر الزمان كثيرة منها:

### الأدلة من القرآن

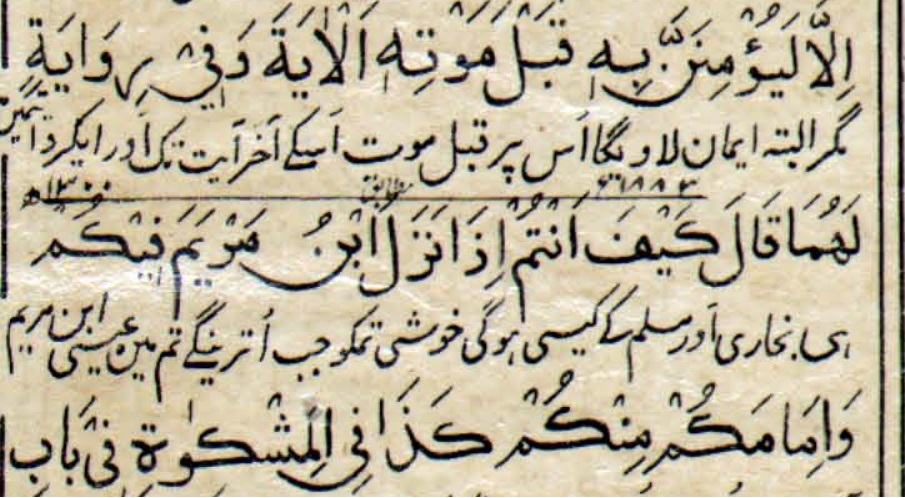
قطعة من كتاب لإسماعيل بن عبد الغني الدهلوي يتحدث عن أدلة نزول عيسى من القرآن والسنة.

ذُكر بالقرآن: ﴿وَلَمَّا ضُرِبَ ابْنُ مَرْيَمَ مَثَلًا إِذَا قَوْمُكَ مِنْهُ يَصِدُّونَ ۝٥٧ وَقَالُوا أَآلِهَتُنَا خَيْرٌ أَمْ هُوَ مَا ضَرَبُوهُ لَكَ إِلَّا جَدَلًا بَلْ هُمْ قَوْمٌ خَصِمُونَ ۝٥٨ إِنْ هُوَ إِلَّا عَبْدٌ أَنْعَمْنَا عَلَيْهِ وَجَعَلْنَاهُ مَثَلًا لِبَنِي إِسْرَائِيلَ ۝٥٩ وَلَوْ نَشَاءُ لَجَعَلْنَا مِنْكُمْ مَلَائِكَةً فِي الْأَرْضِ يَخْلُفُونَ ۝٦٠ وَإِنَّهُ لَعِلْمٌ لِلسَّاعَةِ فَلَا تَمْتَرُنَّ بِهَا وَاتَّبِعُونِ هَذَا صِرَاطٌ مُسْتَقِيمٌ ۝٦١﴾، فقول: ﴿وإنه لعلم للساعة﴾ يعني: أن النبي عيسى علم من أعلام الساعة، وفي قراءة ﴿وإنه لعَلَم للساعة﴾ بفتح العين واللام، ويعني علامة وآية للساعة لاقترابها ودنو قيامها. ﴿وإنه لعلم للساعة فلا تمترن بها﴾ أي لا تشكُّو فيها، ﴿واتبعون هذا صراط مستقيم (61)﴾. قال ابن عباس: «وإنه لعلم للساعة أي خروج عيسى عليه السلام قبل يوم القيامة». وقال الطبري: «معناه أن عيسى ظهوره علم يعلمون به مجيء الساعة، لأن ظهوره من أشراطها، ونزوله إلى الأرض دليل على فناء الدنيا وإقبال الآخرة».
ذُكر بالقرآن: ﴿وَقَوْلِهِمْ إِنَّا قَتَلْنَا الْمَسِيحَ عِيسَى ابْنَ مَرْيَمَ رَسُولَ اللَّهِ وَمَا قَتَلُوهُ وَمَا صَلَبُوهُ وَلَكِنْ شُبِّهَ لَهُمْ وَإِنَّ الَّذِينَ اخْتَلَفُوا فِيهِ لَفِي شَكٍّ مِنْهُ مَا لَهُمْ بِهِ مِنْ عِلْمٍ إِلَّا اتِّبَاعَ الظَّنِّ وَمَا قَتَلُوهُ يَقِينًا ۝١٥٧ بَلْ رَفَعَهُ اللَّهُ إِلَيْهِ وَكَانَ اللَّهُ عَزِيزًا حَكِيمًا ۝١٥٨ وَإِنْ مِنْ أَهْلِ الْكِتَابِ إِلَّا لَيُؤْمِنَنَّ بِهِ قَبْلَ مَوْتِهِ وَيَوْمَ الْقِيَامَةِ يَكُونُ عَلَيْهِمْ شَهِيدًا ۝١٥٩﴾، وقول: ﴿ليؤمنن به﴾ وقول:﴿قبل موته﴾. قال أكثر المفسرين: إن الضميران في ﴿به﴾ و ﴿موته﴾ المقصود بهما عيسى بن مريم. قال أبو مالك في قوله : ﴿وإن من أهل الكتاب إلا ليؤمنن به قبل موته﴾ قال: «ذلك عند نزول عيسى بن مريم عليه السلام لا يبقى أحد من أهل الكتاب إلا ليؤمنن به». قال ابن كثير: «فأخبر الله أنه لم يكن الأمر كذلك، وإنما شبه لهم، فقتلوا الشبه وهم لا يتبينون ذلك، فأخبر الله أنه رفعه إليه، وأنه باق حي، وأنه سينزل قبل يوم القيامة كما دلت عليه الأحاديث المتواترة، فيقتل مسيح الضلال، ويكسر الصليب، ويقتل الخنزير، ويضع الجزية. يعني: لا يقبلها من أحد من أهل الأديان، بل لا يقبل إلا الإسلام أو السيف. فأخبرت هذه الآية الكريمة أنه يؤمن به جميع أهل الكتاب حينئذ، ولا يتخلف عن التصديق به واحد منهم».

### الأدلة من السنة
- عن حذيفة بن أسيد  قال: «اطلع النبي ﷺ علينا ونحن نتذاكر الساعة، فقال: ما تذكرون؟ قلنا: نذكر الساعة. قال: إنها لن تقوم حتى تروا قبلها عشر آيات: الدخان، والدجال، والدابة، وطلوع الشمس من مغربها، ونزول عيسى بن مريم، ويأجوج ومأجوج، وثلاثة خسوف: خسف بالمشرق، وخسف بالمغرب، وخسف بجزيرة العرب، وآخر ذلك نار تخرج من قبل عدن تطرد الناس إلى محشرهم».

- عن أبي هريرة  أن النبي ﷺ قال: «والذي نفسي بيده ليوشكن أن ينزل فيكم ابن مريم حكما عادلا فيكسر الصليب، ويقتل الخنزير، ويضع الجزية، ويفيض المال حتى لا يقبله أحد، حتى تكون السجدة الواحدة خير من الدنيا وما فيها». وفي رواية: «والله لينزلن ابن مريم حكماً عادلاً، فليكسرن الصليب، وليقتلن الخنزير، وليضعن الجزية، ولتتركن القلاص فلا يسعى عليها، وولتذهبن الشحناء والتباغض والتحاسد، وليدعون إلى المال فلا يقبله أحد».

## الأحداث الواقعة بعد نزول عيسى
ورد في الأحاديث النبوية أن نزول عيسى بن مريم سيكون من أسباب ظهور الإسلام، حيث ينزل عيسى بن مريم، بعدما اختلف الناس فيه، وتحزبوا لأجله على أحزاب وطوائف، ليدل هؤلاء المختلفين على حقيقة أمره، ويفصل بينهم فيما اختلفوا فيه من شأنه؛ فينصر المسلمين، ويقاتل اليهود، ويقتل زعيمهم المسيح الدجال، ويلزم النصارى بالإسلام، ولا يقبل منهم جزية، ويبطل مقالتهم، فيكسر الصليب ويقتل الخنزير.
عن أَبي هُرَيْرَةَ  قَالَ: قَالَ رَسُولُ اللَّهِ ﷺ: «وَالَّذِي نَفْسِي بِيَدِهِ، لَيُوشِكَنَّ أَنْ يَنْزِلَ فِيكُمْ ابْنُ مَرْيَمَ حَكَمًا عَدْلًا، فَيَكْسِرَ الصَّلِيبَ، وَيَقْتُلَ الخِنْزِيرَ، وَيَضَعَ الجِزْيَةَ، وَيَفِيضَ المَالُ حَتَّى لاَ يَقْبَلَهُ أَحَدٌ، حَتَّى تَكُونَ السَّجْدَةُ الوَاحِدَةُ خَيْرًا مِنَ الدُّنْيَا وَمَا فِيهَا». ثُمَّ يَقُولُ أَبُو هُرَيْرَةَ: وَاقْرَءُوا إِنْ شِئْتُمْ: ﴿وَإِنْ مِنْ أَهْلِ الكِتَابِ إِلَّا لَيُؤْمِنَنَّ بِهِ قَبْلَ مَوْتِهِ، وَيَوْمَ القِيَامَةِ يَكُونُ عَلَيْهِمْ شَهِيدًا﴾.
وفي هذا بيان لإبطال ما سوى الإسلام من الأديان عند المسلمين، وعدم إقرار أهلها عليها، لا بجزية ولا غيره، وإظهار أحكام الإسلام، وشريعته التي جاء بها النبي ﷺ، وإقامة الحجة على أهل الكتاب، في بطلان ما هم عليه. قال الحافظ ابن حجر: «والمعنى: أن الدين يصير واحدا، فلا يبقى أحد من أهل الذمة يؤدي الجزية».
وقد تلمس بعض أهل العلم حكما أخرى لذلك، قال الحافظ ابن حجر: «قال العلماء: الحكمة في نزول عيسى دون غيره من الأنبياء الرد على اليهود في زعمهم أنهم قتلوه، فبين الله  كذبهم وأنه الذي يقتلهم، أو نزوله لدنو أجله ليدفن في الأرض، إذ ليس لمخلوق من التراب أن يموت في غيرها، وقيل إنه دعا الله لما رأى صفة محمد وأمته أن يجعله منهم فاستجاب الله دعاءه وأبقاه حتى ينزل في آخر الزمان مجددا لأمر الإسلام، فيوافق خروج الدجال، فيقتله والأول أوجه».

### قتله للمسيح الدجال
ورد في الأحاديث النبوية أن عيسى بن مريم سيقتل المسيح الدجال، فمن حديث أبي أمامة الباهلي أن النبي قال: «فإذا انصرف قال عيسى: افتَحوا البابَ، فيَفْتَحُون ووراءَه الدَّجَّالُ، معه سبعونَ ألفَ يهوديٍّ، كلُّهم ذو سيفٍ مُحَلًّى وسَاجٍ، فإذا نظر إليه الدَّجَّالُ ذاب كما يذوبُ المِلْحُ في الماءِ. وينطلقُ هاربًا، … فيُدْرِكُه عند بابِ لُدٍّ الشرقيِّ، فيقتلُه، فيَهْزِمُ اللهُ اليهودَ، فلا يَبْقَى شيءٌ مِمَّا خلق اللهُ عَزَّ وجَلَّ يَتَواقَى به يهوديٌّ، إلا أَنْطَقَ اللهُ ذلك الشيءَ، لا حَجَرٌ ولا شجرٌ ولا حائطٌ ولا دابةٌ، إلا الغَرْقَدَةُ، فإنها من شَجَرِهِم لا تَنْطِقُ، إلا قال: يا عبدَ اللهِ المسلمَ هذا يهوديٌّ فتَعَالَ اقتُلْه. فيكونُ عيسى بنُ مريمَ في أُمَّتِي حَكَمًا عَدْلًا، وإمامًا مُقْسِطًا يَدُقُّ الصليبَ، ويَذْبَحُ الخِنْزيرَ، ويضعُ الجِزْيةَ، ويتركُ الصدقةَ، فلا يَسْعَى على شاةٍ ولا بعيرٍ، وتُرْفَعُ الشحناءُ والتباغُضُ، وتُنْزَعُ حِمَةُ كلِّ ذاتِ حِمَةٍ، حتى يُدْخِلَ الوليدُ يدَه في فِيِّ الحَيَّةِ، فلا تَضُرُّه، وتَضُرُ الوليدةُ الأسدَ فلا يَضُرُّها، ويكونُ الذئبُ في الغنمِ كأنه كلبُها، وتُمْلَأُ الأرضُ من السِّلْمِ كما يُمْلَأُ الإناءُ من الماءِ، وتكونُ الكلمةُ واحدةً، فلا يُعْبَدُ إلا اللهُ، وتضعُ الحربُ أوزارَها، وتُسْلَبُ قريشٌ مُلْكَها، وتكونُ الأرضُ كفاثورِ الفِضَّةِ، تُنْبِتُ نباتَها بعَهْدِ آدمَ حتى يجتمعَ النَّفَرُ على القِطْفِ من العنبِ فيُشْبِعُهم، ويجتمعُ النَّفَرُ على الرُّمَّانةِ فتُشْبِعُهم، ويكونُ الثُّوْرُ بكذا وكذا وكذا من المالِ، ويكونُ الفَرَسُ بالدُّرَيْهِماتِ». يقول محمد ناصر الدين الألباني: « فيذهب عيسى بحربته نحو الدجال، فإذا نظر إليه الدجال ذاب كما يذوب الملح في الماء، فلو تركه لانذاب حتى يهلك، ولكن يقتله الله بيده، فيريه دمه في حربته، فيدركه عند باب اللد الشرقي، فيقتله فيهلكه الله عز وجل عند عقبة أفيق، فيهزم الله اليهود، ويسلط عليهم المسلمون ويقتلونهم، فلا يبقى شيء مما خلق الله يتوارى به يهودي إلا أنطق الله ذلك الشيء، لا حجر ولا شجر ولا حائط ولا دابة – إلا الغرقدة فإنها من شجرهم لا تنطق – إلا قال يا عبد الله المسلم هذا يهودي ورائي فتعال فاقتله، ثم يلبث الناس بعده سنين سبعا ليس بين اثنين عداوة.»

### قتال اليهود
يُنبأ النبي محمد المسلمين بقيام حرب بين المسلمين واليهود قرب قيام الساعة، وأنهم ينتصرون عليهم حتى إن الحجر والشجر يقول للمسلم: يا عبد الله! تعال هذا يهودي تعال فاقتله. حيث روى البخاري ومسلم في صحيحيهما عن أبي هريرة: «أنه رسول الله ﷺ قال: لا تَقُومُ السَّاعَةُ حتَّى تُقاتِلُوا اليَهُودَ، حتَّى يَقُولَ الحَجَرُ وراءَهُ اليَهُودِيُّ: يا مُسْلِمُ، هذا يَهُودِيٌّ وَرائي فاقْتُلْهُ.»،
اختلف شراح الحديث في زمن حدوث تلك الحرب، وأرجح الأقوال أنها عند نزُول عيسى بن مريم، ويَكونُ المُسلِمونَ معه، واليَهودُ مع المسيح الدجالِ. حيث يربط شراح الحديث بينه هذا الحديث وحديث اتباع سبعين ألف من يهود أصفهان للدجال: «يَتْبَعُ الدَّجَّالَ مِن يَهُودِ أصْبَهانَ، سَبْعُونَ ألْفًا عليهمُ الطَّيالِسَةُ». بينما احتمل بعض الشراح حدوث هذه الحرب قبل نزول عيسى بن مريم.
وقد ورد في حديث صحيح أن عيسى يقتل المسيح الدجال عند باب لد الشرقي، فيهزم الله اليهود ويقتلون أشد القتل. فلا تبقى دابة ولا شجرة ولا حجر يتوارى به يهودي إلا نطق ذلك الشيء فيقول: يا عبد الله المسلم هنا يهودي فتعال فاقتله إلا الغرقد فإنه لا ينطق. وروى أحمد بن حنبل في مسنده حديثاً يربط الواقعتين ببعضهما: عن عبد الله بن عمر: «أن رسول الله ﷺ قال: «يَنْزِلُ الدَّجَّالُ فِي هَذِهِ السَّبَخَةِ بِمَرِّ قَنَاةَ، فَيَكُونُ أَكْثَرَ مَنْ يَخْرُجُ إِلَيْهِ النِّسَاءُ، حَتَّى إِنَّ الرَّجُلَ لَيَرْجِعُ إِلَى حَمِيمِهِ وَإِلَى أُمِّهِ وَابْنَتِهِ وَأُخْتِهِ وَعَمَّتِهِ، فَيُوثِقُهَا رِبَاطًا مَخَافَةَ أَنْ تَخْرُجَ إِلَيْهِ، ثُمَّ يُسَلِّطُ اللهُ الْمُسْلِمِينَ عَلَيْهِ، فَيَقْتُلُونَهُ وَيَقْتُلُونَ شِيعَتَهُ، حَتَّى إِنَّ الْيَهُودِيَّ لَيَخْتَبِئُ تَحْتَ الشَّجَرَةِ أَوِ الْحَجَرِ فَيَقُولُ الْحَجَرُ أَوِ الشَّجَرَةُ لِلْمُسْلِمِ: هَذَا يَهُودِيٌّ تَحْتِي فَاقْتُلْهُ.»
قال ابن حجر: «والمراد لقتال اليهود وقوع ذلك إذا خرج الدجال ونزل عيسى، ووراء الدجال سبعون ألف يهودي كلهم ذو سيف محلى، فيدركه عيسى عند باب لُدّ فيقتله ويهزم اليهود، فلا يبقى شيء مما يتوارى به يهودي إلا أنطق الله ذلك الشيء، فقال: «يا عبد الله -للمسلم- هذا يهودي فتعال فاقتله»، إلا الغرقد فإنها من شجرهم.»

## وقت نزوله في الإسلام
فإن الراجح أن نزول عيسى بن مريم سيكون قبل خروج يأجوج ومأجوج، وقبل طلوع الشمس من مغربها، وبعد خروج المهدي والدجال. وترتيب علامات الساعة الكبرى مما اختلف فيه أهل العلم لاختلاف الروايات في ذلك.

## مكان نزوله في الإسلام
ثبت في الأحاديث ما يدل على نزول عيسى بن مريم عند المنارة البيضاء شرقي دمشق كما في حديث البخاري أنه قال: «لا تقوم الساعة حتى ينزل فيكم ابن مريم حكماً مقسطاً، فيكسر الصليب، ويقتل الخنزير، ويضع الجزية، ويفيض المال حتى لا يقبله أحد».
وفي حديث مسلم عن النواس بن سمعان قال: «ذكر رسول الله ﷺ الدجال ذات غداة، فخفض فيه ورفع حتى ظنناه في طائفة النخل»... إلى أن قال: «فبينما هو كذلك إذ بعث الله المسيح ابن مريم، فينزل عند المنارة البيضاء شرقي دمشق بين مهرودتين، واضعاً كفيه على أجنحة ملكين، إذا طأطأ رأسه قطر، وإذا رفعه تحدر منه جمان كاللؤلؤ»... الحديث.
وفي الفتاوى الحديثية لابن حجر الهيتمي: أنه سئل أي محل ينزل به النبي عيسى؟ فأجاب بقوله: الأشهر ما صح في مسلم أن ينزل عند المنارة البيضاء شرقي دمشق، وفي رواية بالأردن، وفي أخرى بعسكر المسلمين، ولا تنافي لأن عسكرهم بالأردن ودمشق وبيت المقدس من ذلك.

## عقيدة المسيحيين في نزول النبي عيسى
في المسيحية، المجيء الثاني للمسيح أو الظهور الثاني يُعرف أحياناً بـ باروسيا، وهو العودة المتوقعة لـيسوع المسيح للأرض. ويستند اعتقاد المجيء الثاني على نبوءات موجودة في الإنجيل الكنسي (canonical gospels)، وفي معظم علم الأخرويات الإسلامية والمسيحية. وعلم الأخرويات هو الإيمان بالبعث والحساب. يؤمن المسيحيون عمومًا بأن هذا الحدث المتوقع كان مُتنبئاً به في النبوءات المسيحية التوراتية. وجهات النظر حول طبيعة المجيء الثاني للمسيح، تختلف بين الطوائف المسيحية، وأحيانا بين الأفراد المسيحيين داخل هذه الطوائف.
في بدايات المسيحية، ساد الاعتقاد بأن عودة المسيح للأرض وشيكة جداً، ومن الأدلة الكتابية التي تتكلم عن المجيء الثاني يشار عادة لإنجيل متى 24. 25، ومرقس 13، ولوقا 21: 5. 26، ويوحنا 14: 25. 29، بالإضافة لسفر الرؤيا ومصادر كتابية وتقليدية أخرى.
وتتضمن معظم الترجمات العربية المستخدمة حالياً للعقيدة النيّقية الاعتقادات التالية عن يسوع: «وصعد إلى السّماء، وجلس عن يمين الله الآب، وأيضاً يأتي بمجدٍ عظيم ليدين الأحياء والأموات، الّذي لا فناء لملكه... ونترجّى قيامة الموتى والحياة الجديدة في الدّهر الآتي. آمين.»